# گلیز ۶۷۶
گلیز ۶۷۶ یک ستاره است که در صورت فلکی آتشدان قرار دارد.